# 旧普尔海斯特城堡
旧普尔海斯特城堡（荷蘭語：Oud Poelgeest）是赫尔曼·布尔哈夫（Herman Boerhaave，1668–1738）位于荷兰南荷兰省乌赫斯特海斯特的故居。他是荷兰著名人文主义者和医生。他的规模庞大的植物收藏不再能被莱顿园容纳，所以他在可容纳所收藏的这些植物的土地上建造了该城堡。在他生前，此处即名声远播，可与克利福特园（Hortus Cliffortianus）媲美，后者是其朋友和赞助人乔治·克利福德三世的。他乘拖船（trekschuit）来往于其朋友的花园以及莱顿大学。所有来往于鹿特丹和阿姆斯特丹的人均会经过此城堡，并惊异于许多异国花草树木。一株布尔哈夫手植的鵝掌楸（tulip tree）仍存活于园中。洋葱形圆顶是在赫尔曼·布尔哈夫去世后加上的。
如今，该城堡成为一座饭店，老城堡用于举办会议。

## 画廊

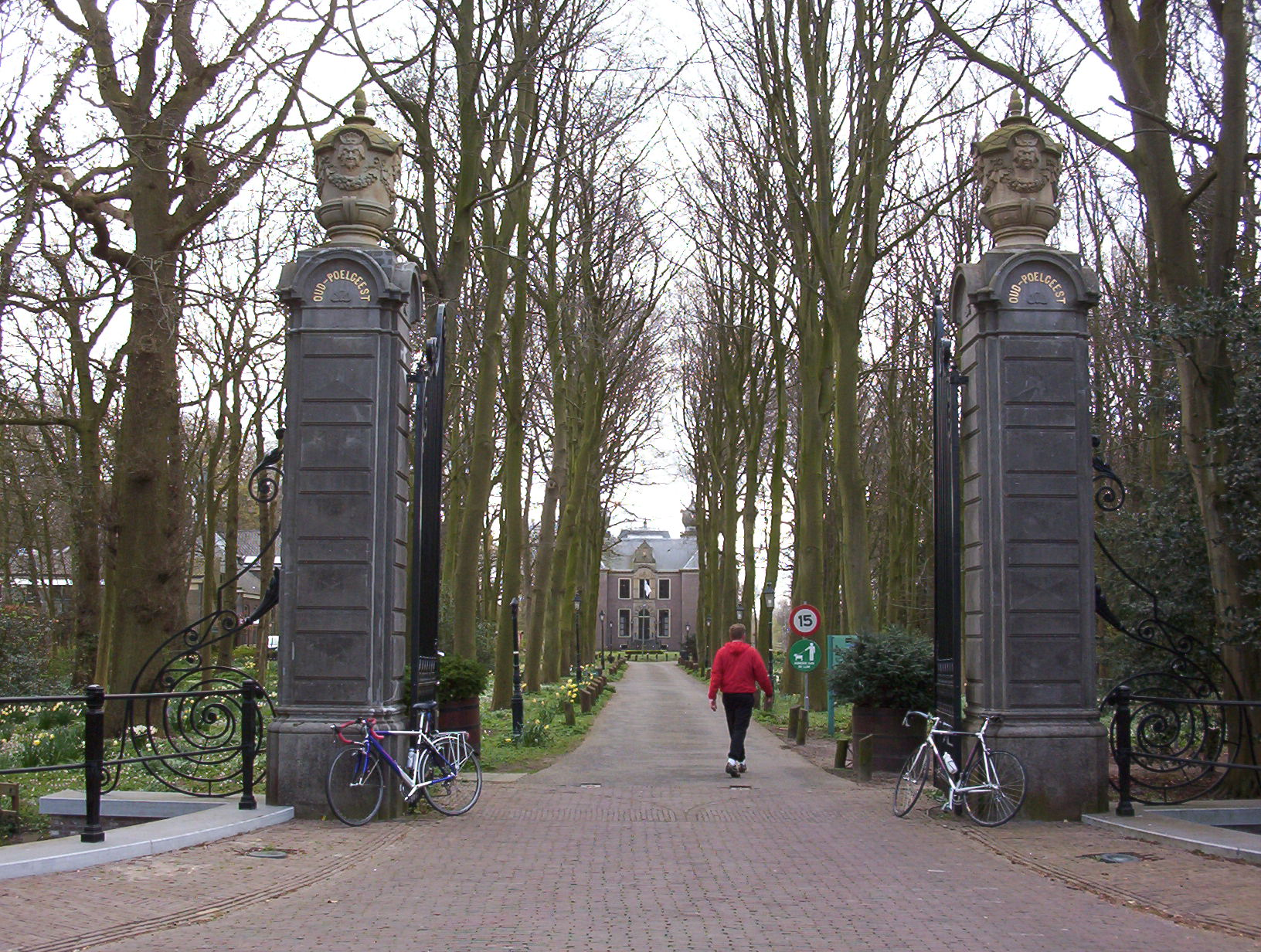
大门
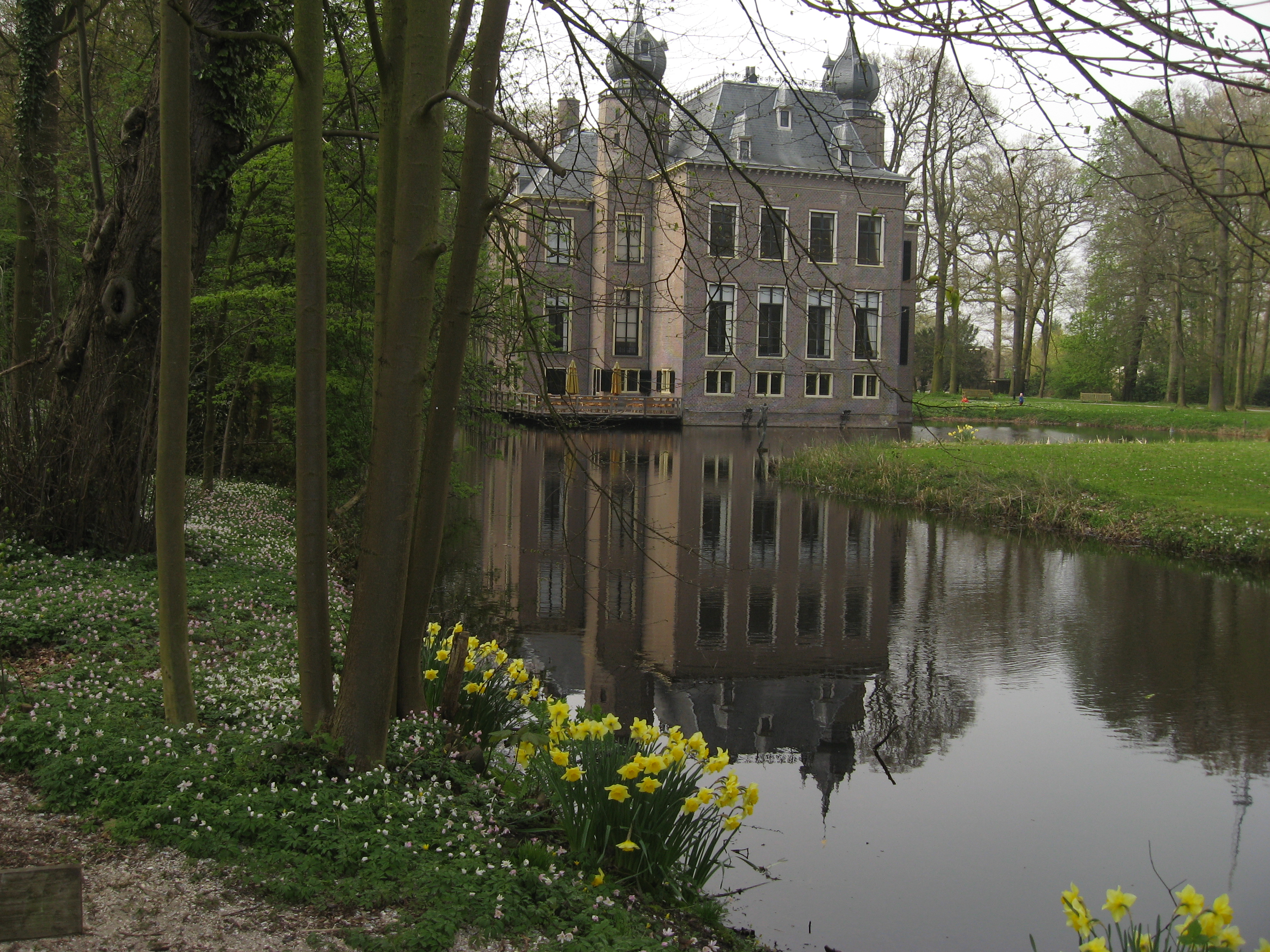
大运河
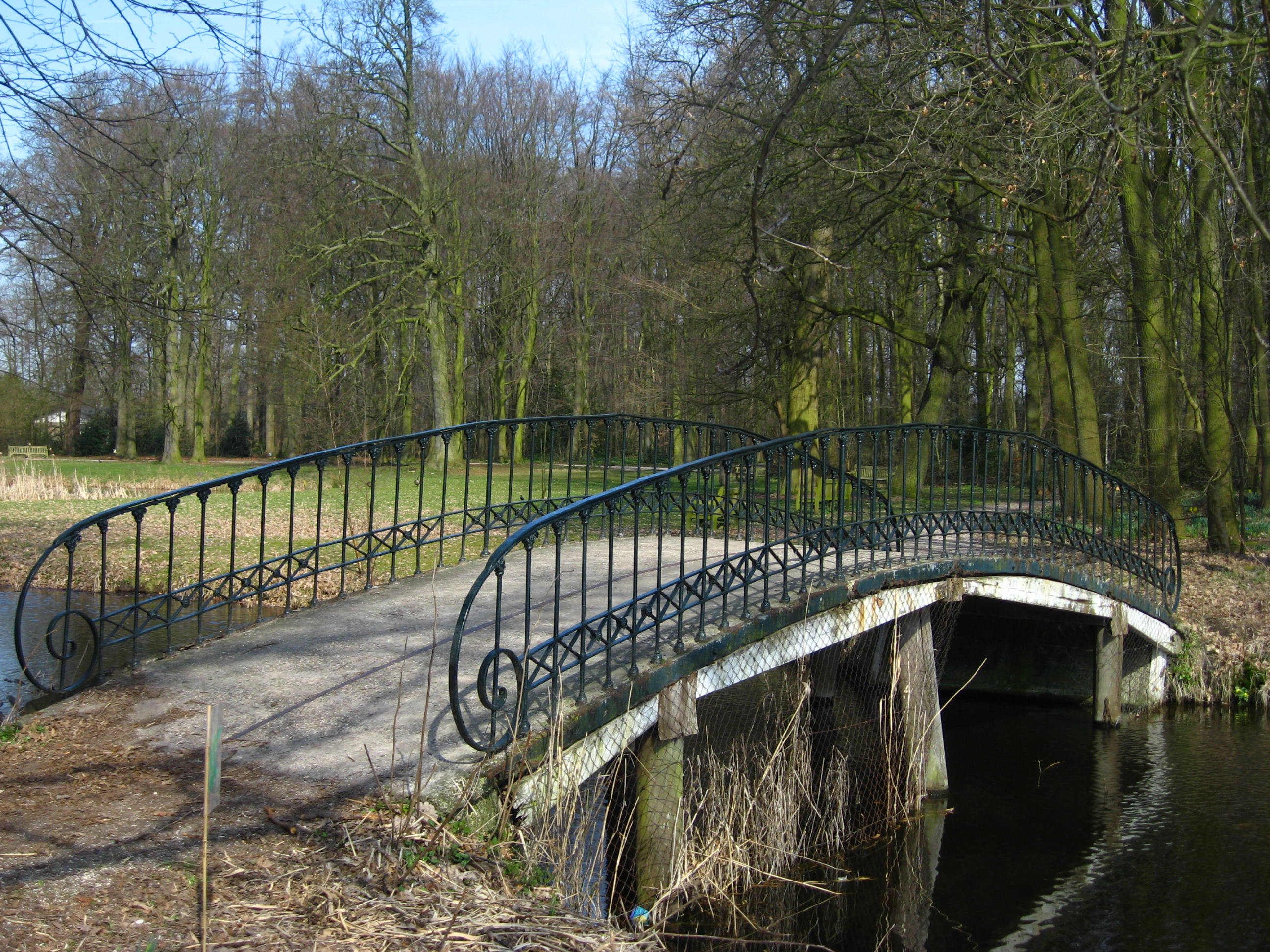
桥
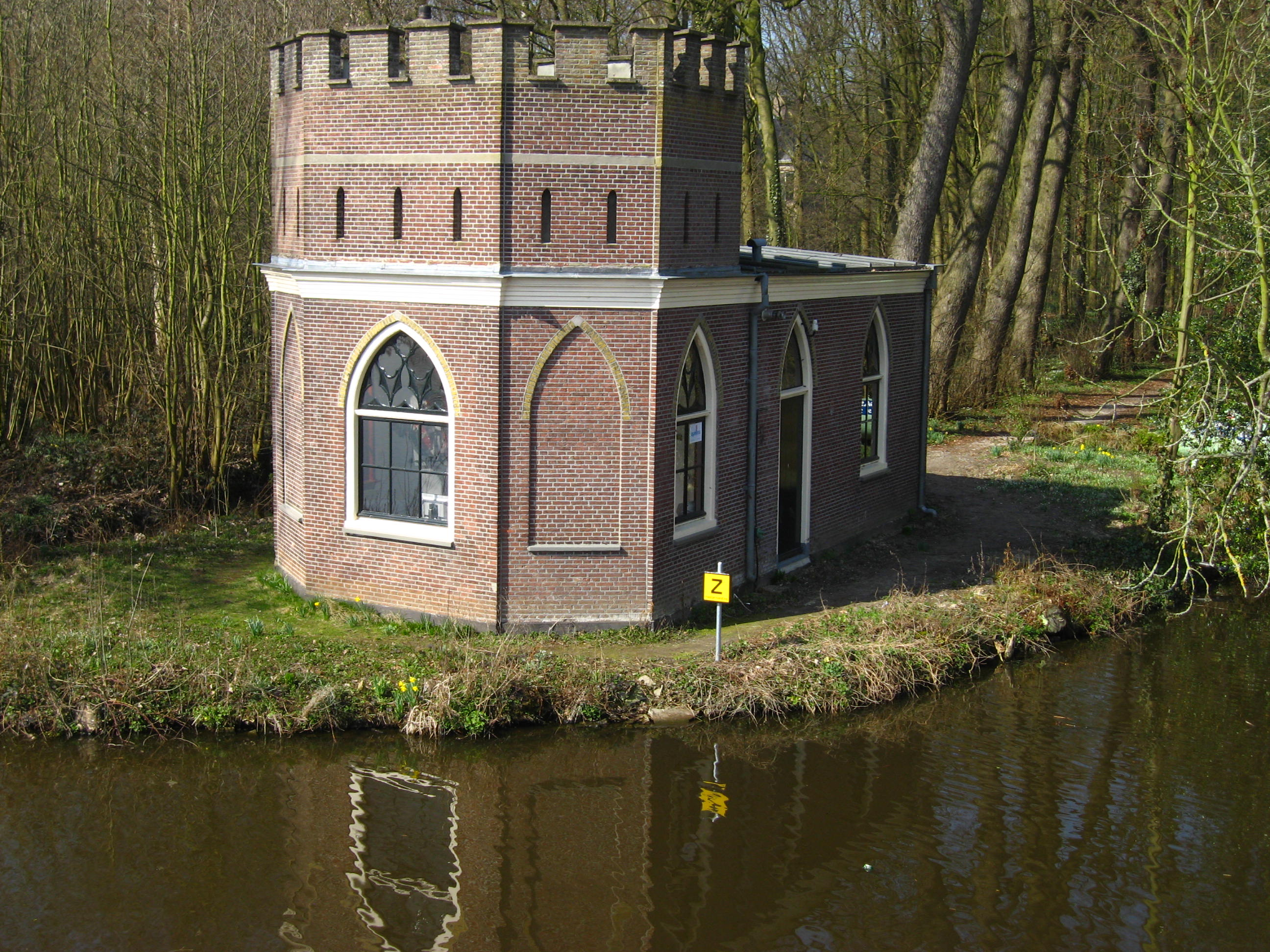
小堂
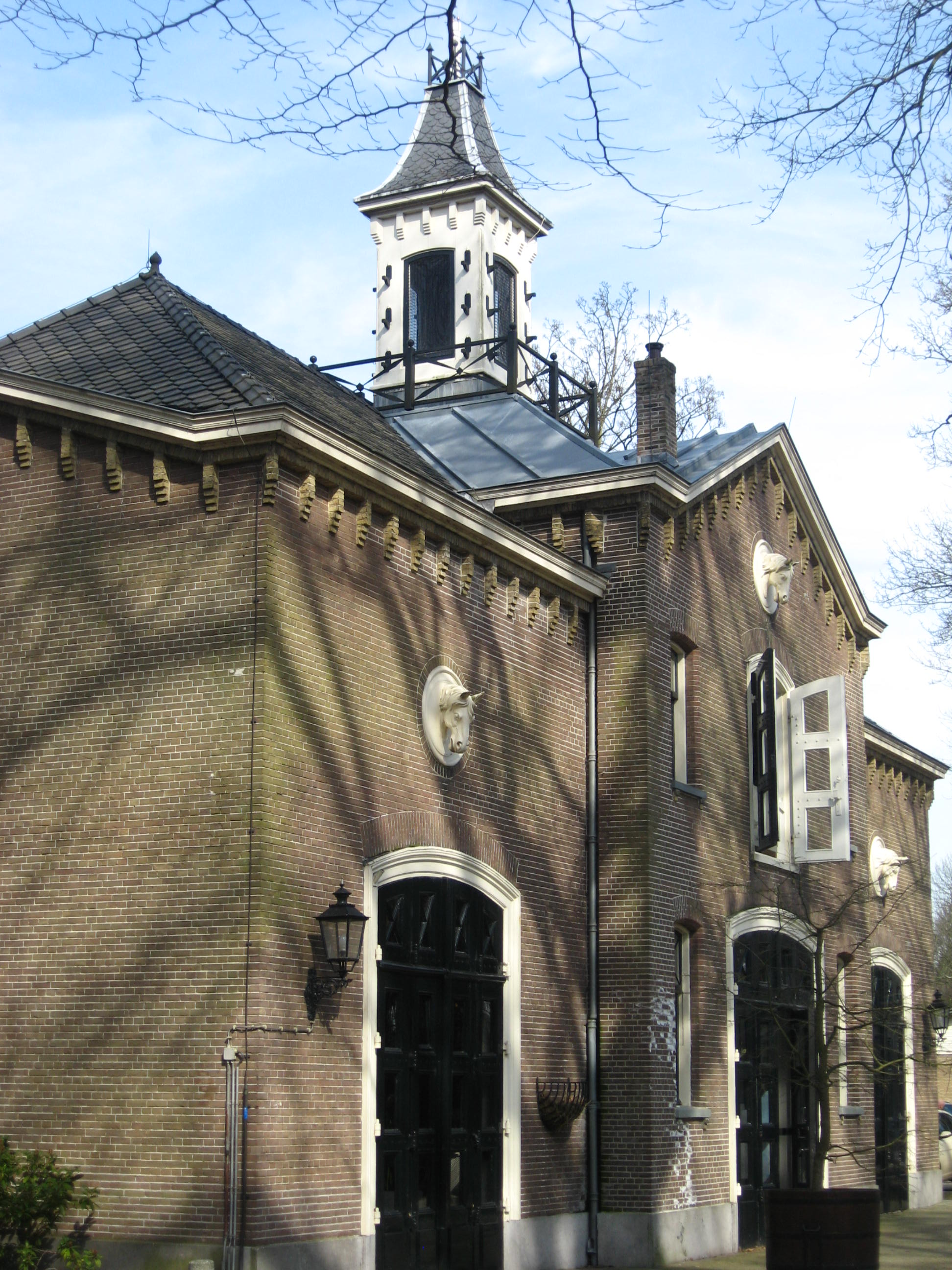
马车房
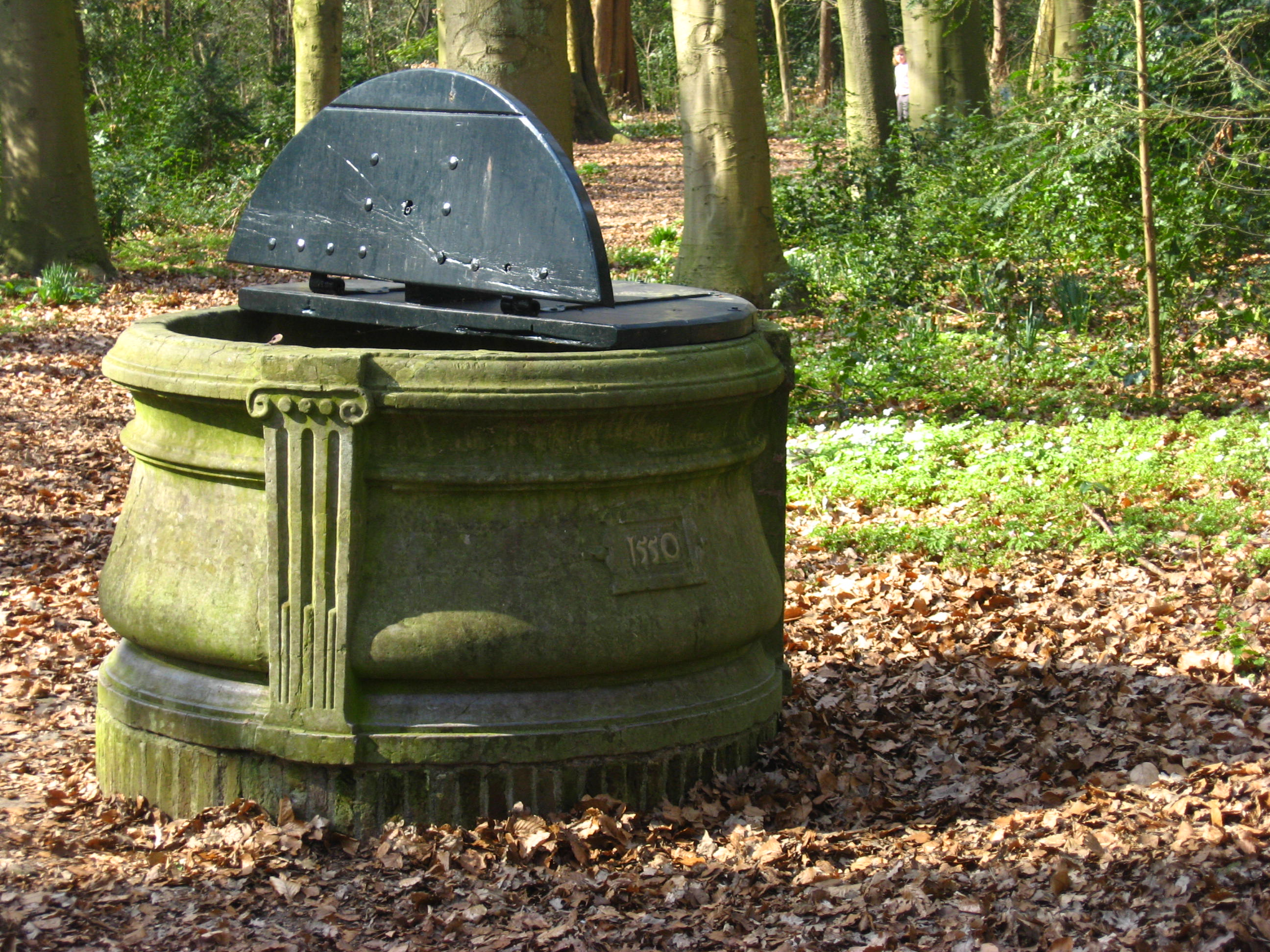
水井
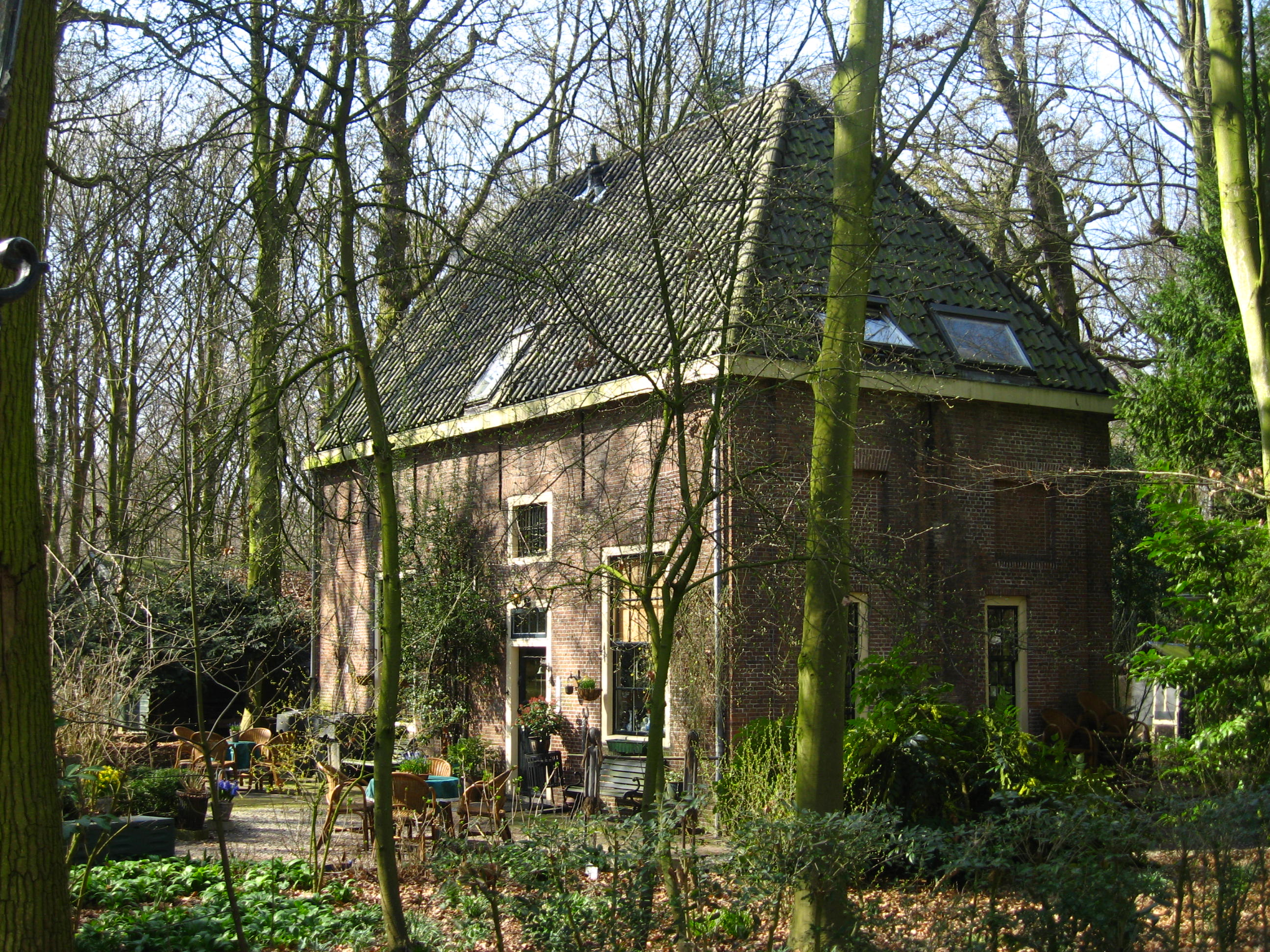
园丁楼
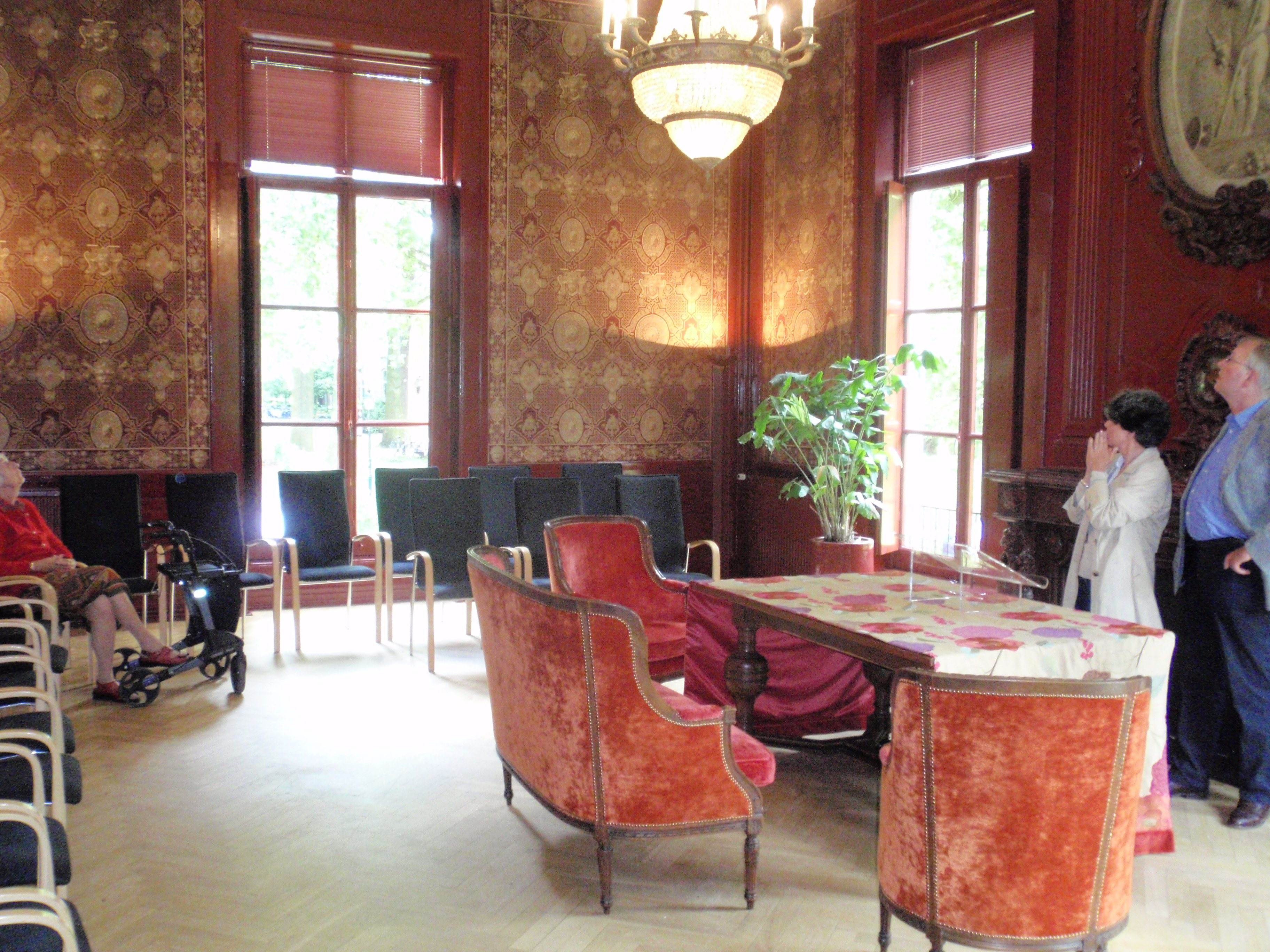
城堡内景：龙厅
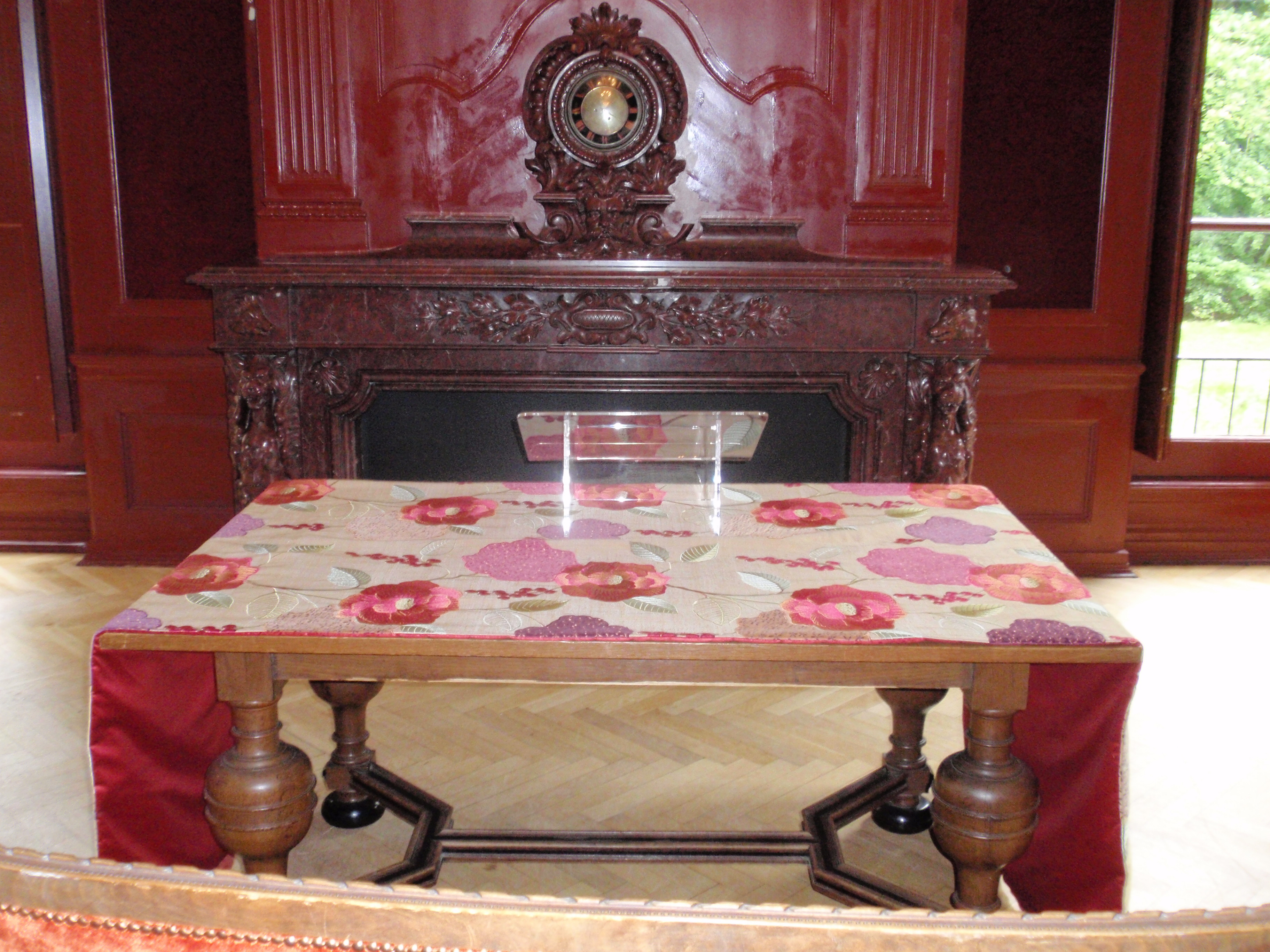
城堡内景：龙厅
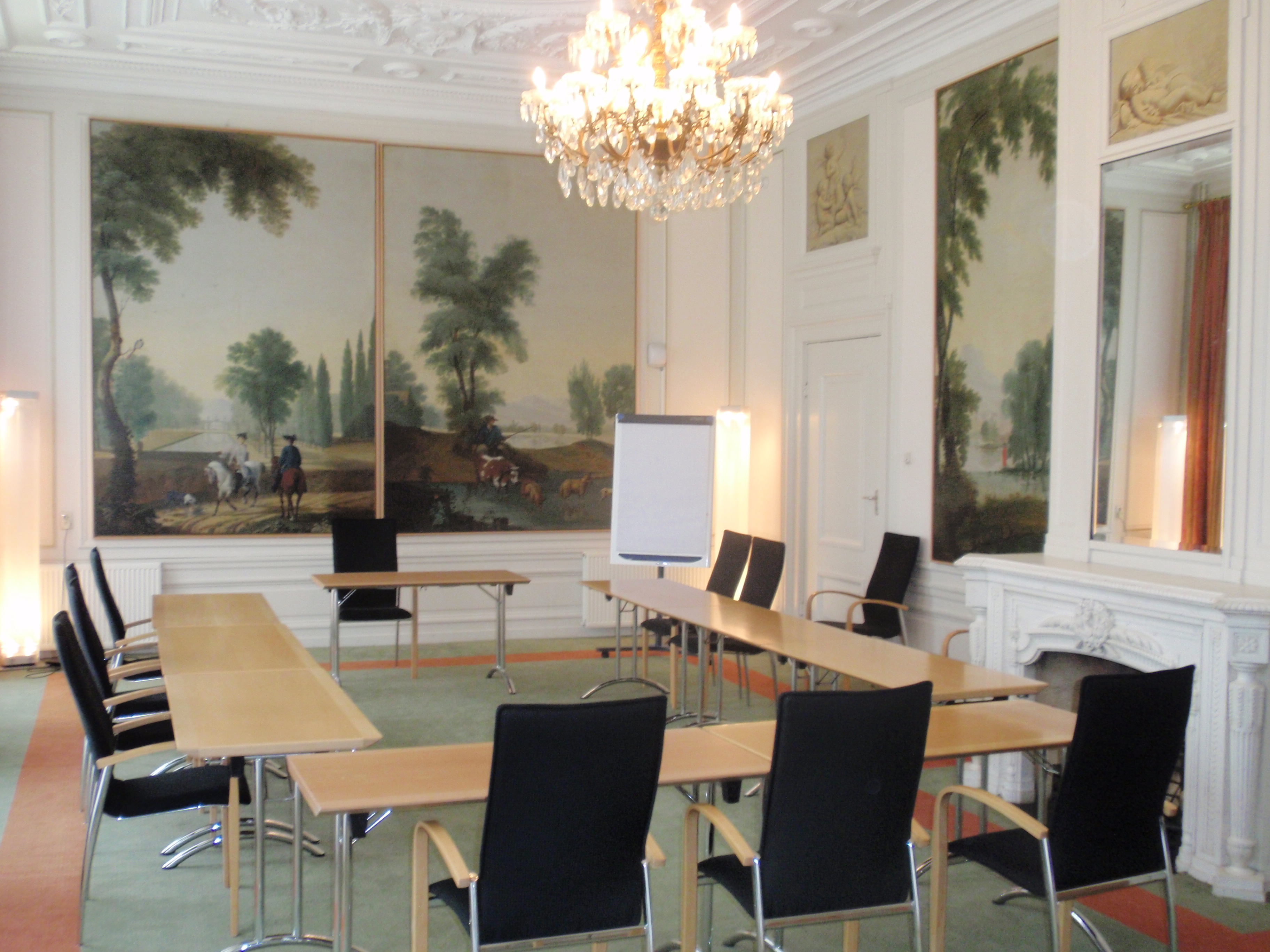
城堡内景：南厅
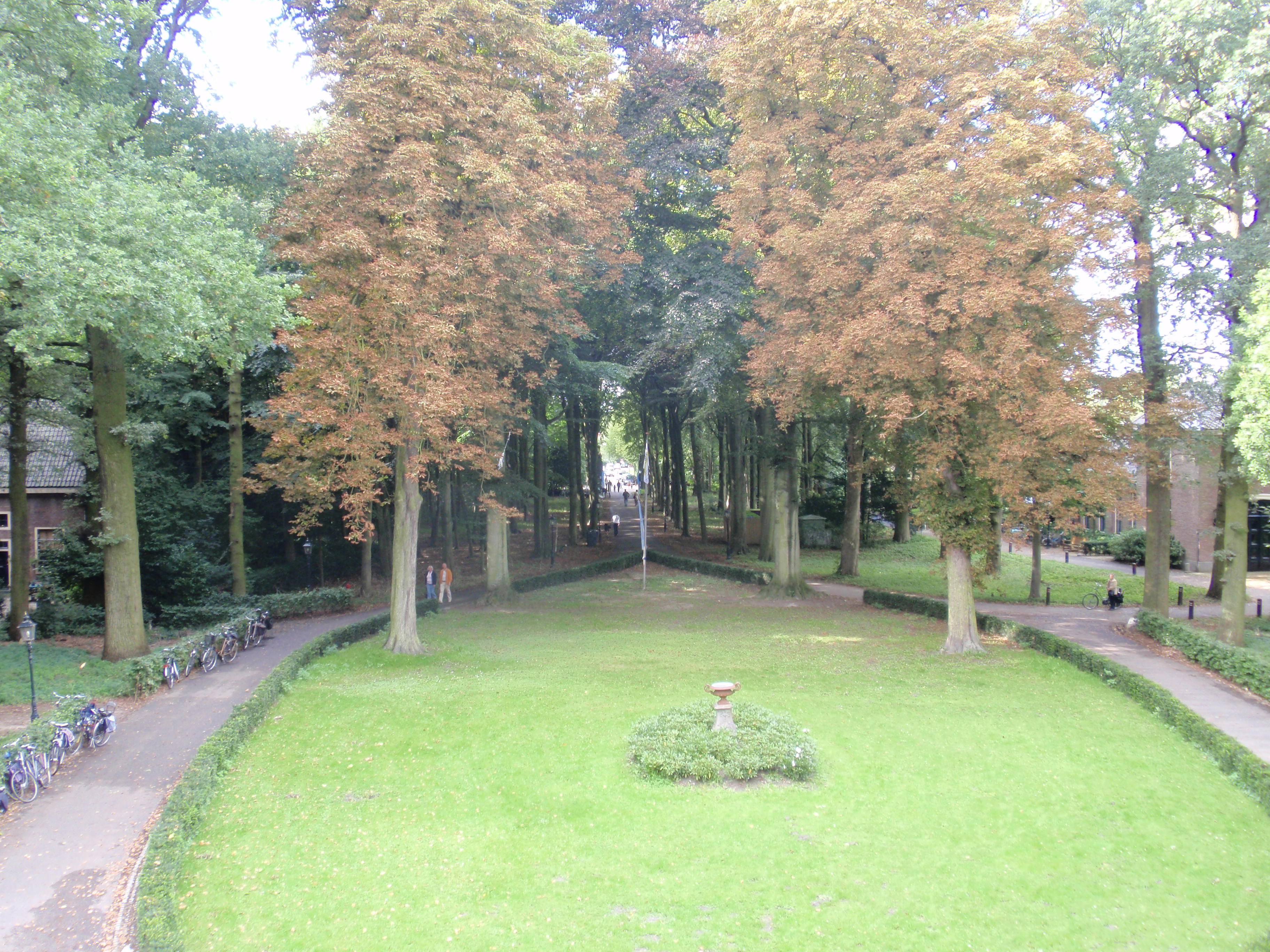
城堡门前的庭院
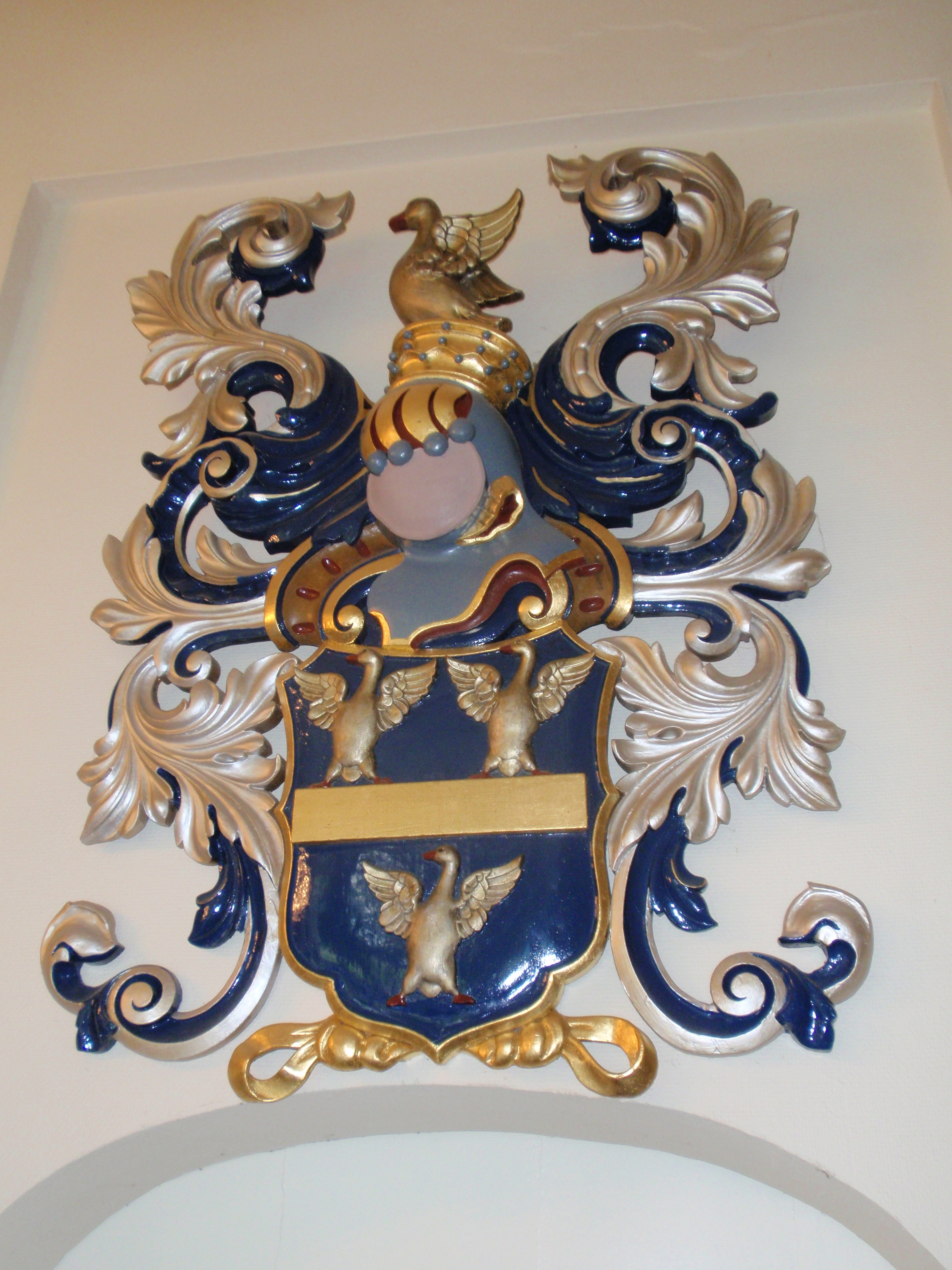
城堡内的徽章之一
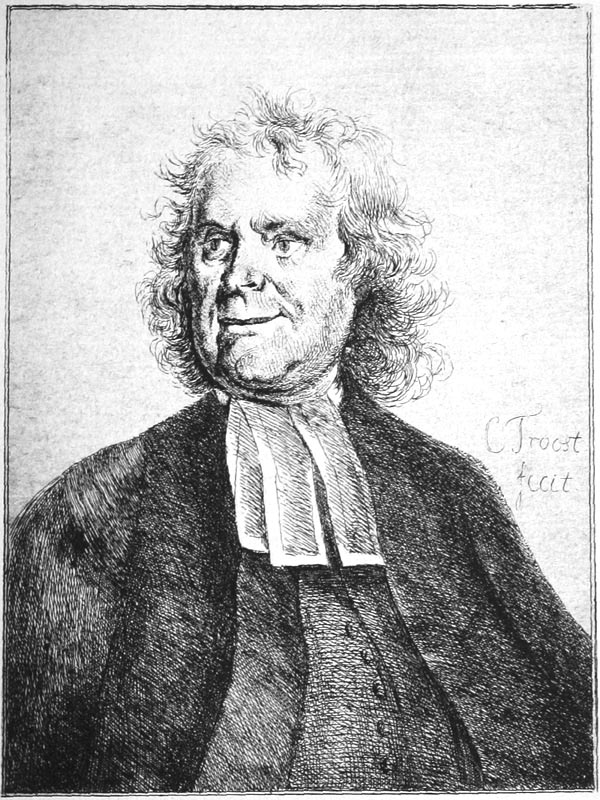
赫尔曼·布尔哈夫（Herman Boerhaave，1668–1738）
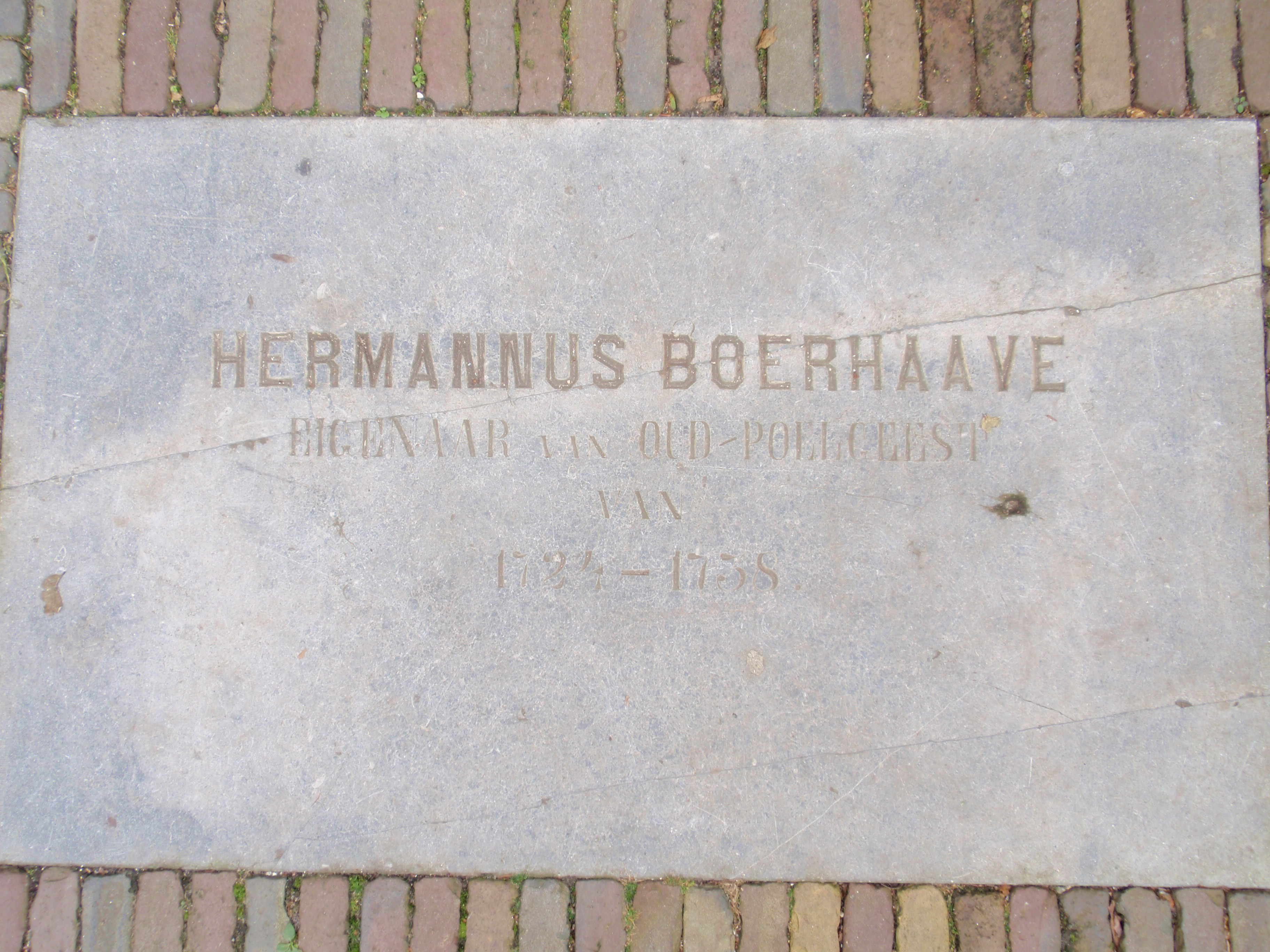
城堡门外楼梯前地面上的石铭，刻有铭文如下： HERMANNUS BOERHAAVE EIGENAAR van OUD POELGEEST van 1724-1738